# Сан Лучидо (Козенца)
Сан Лучидо (итал. San Lucido) је насеље у Италији у округу Козенца, региону Калабрија.
Према процени из 2011. у насељу је живело 4194 становника. Насеље се налази на надморској висини од 88 м.

## Становништво
Према резултатима пописа становништва 2011. у општини је живело 5.940 становника.
| 1931. | 1936. | 1951. | 1961. | 1971. | 1981. | 1991. | 2001. | 2011. |
| ----- | ----- | ----- | ----- | ----- | ----- | ----- | ----- | ----- |
| 6.133 | 5.703 | 6.310 | 6.042 | 5.496 | 5.931 | 5.925 | 5.906 | 5.940 |